# The Freewheelin' Bob Dylan
The Freewheelin' Bob Dylan is het tweede album van Bob Dylan, uitgebracht op 27 mei 1963, drie dagen na Dylans 22e verjaardag. Dit door John Hammond geproduceerde akoestische folkalbum, volgens Rolling Stone Dylans "eerste echte meesterwerk", vestigde Dylans reputatie als liedjesschrijver en belangrijke nieuwe artiest. Het album kwam in 2012 op plaats 97 van  The 500 Greatest Albums of All Time van Rolling Stone.
De plaat bevat dertien liedjes, waaronder A hard rain's a-gonna fall, dat op plaats 2 staat in de lijst van 100 beste Dylannummers volgens het blad Rolling Stone. Andere klassiek geworden nummers zijn Blowin' in the Wind, Masters of War en Don't Think Twice, It's All Right.
Er zijn 23 outtakes, waarvan ", "Talkin' Bear Mountain Picnic Massacre Blues", "Let Me Die in My Footsteps", "Rambling, Gambling Willie", "Talkin' Hava Negeilah Blues", "Quit Your Low Down Ways", "Worried Blues" en "Kingsport Town" in 1991 opgenomen werden in de box The bootleg series volumes 1-3.

## Achtergrond
Dylan had zich als songschrijver stormachtig ontwikkeld sinds zijn debuutalbum Bob Dylan uit 1962, waarop maar twee eigen nummers stonden. Inmiddels stroomden de liedjes uit zijn pen. Het album is samengesteld uit opnamen die verspreid over een heel jaar plaatsvonden, waaronder opnamesessies met een rockband, drie jaar voordat Dylan de beruchte overstap naar rockmuziek maakte.
Volgens Keith Richards kent Dylans akoestische werk een mooie "flow" die alleen te bereiken is met een stem en gitaar, zonder het dwingende ritme van een ritmesectie.

## Opnamen
De opnamen vonden plaats in de Columbia-studio's in New York op 9 juli 1962 (4 nummers), 26 oktober  (1 nummer), 14 november (1 nummer), 6 december  (3 nummers) en 24 april 1963 (4 nummers). Daarbij werden ook nummers opgenomen die, heropgenomen, op Dylans volgende album zouden komen of pas decennia later op de Bootleg Series, de reeks uitgaven die sinds 1991 Dylans archief ontsluit.
Op Corrina, Corrina bestaat de begeleiding uit een band, op de overige nummers begeleidt Dylan zichzelf op gitaar en mondharmonica.

## Inhoud
De liedjes zijn onder te verdelen in protestsongs, liedjes over liefdesrelaties en humoristische nummers. Als hoogtepunt wordt gewoonlijk A hard rain's a-gonna fall beschouwd, Dylans eerste lied over het einde der tijden, een apocalyptische visie die volgens Rolling Stone Dylans werk later zou gaan domineren. De structuur en melodie van het lied zijn gebaseerd op de Engelse folkballad Lord Randall.
Het openingsnummer Blowin' in the Wind staat op plaats 20 en Girl from the north country op plaats 30 van de Rolling Stone-lijst.
Aan Corrina, Corrina, dat plaats 98 bezet op de Rolling Stone-lijst van 100 beste Dylannummers, voegde hij een verwijzing toe aan Stones in My Passway van  Robert Johnson. In contrast met de overwegend dansbare eerdere uitvoeringen is die van Dylan een "sombere, pastorale ballade".

## Albumhoes
De iconisch geworden en vaak geïmiteerde coverfoto van fotograaf Don Hunstein toont Dylan en zijn toenmalige vriendin Suze Rotolo gearmd wandelend over een winterse straat in New York. In een bijgaand essay van Nat Henthoff worden de nummers ingeleid.

## Invloed
De leden van The Beatles kregen het album van een dj toen de band enige tijd in Parijs verbleef. "Gedurende drie weken in Parijs draaiden we niks anders", aldus  John Lennon. "We waren allemaal gek van Dylan".

## Nummers
| Nr. | Titel                       | Schrijver(s) | Duur |
| --- | --------------------------- | ------------ | ---- |
| 1.  | Blowin' in the wind         | Bob Dylan    | 2:46 |
| 2.  | Girl from the north country | Bob Dylan    | 3:21 |
| 3.  | Masters of war              | Bob Dylan    | 4:31 |
| 4.  | Down the highway            | Bob Dylan    | 3:23 |
| 5.  | Bob Dylan's blues           | Bob Dylan    | 2:20 |
| 6.  | A hard rain's a-gonna fall  | Bob Dylan    | 6:51 |

| Nr. | Titel                                | Schrijver(s)                      | Duur |
| --- | ------------------------------------ | --------------------------------- | ---- |
| 1.  | Don't think twice, it's all right    | Bob Dylan                         | 3:37 |
| 2.  | Bob Dylan's dream                    | Bob Dylan                         | 5:00 |
| 3.  | Oxford town                          | Bob Dylan                         | 1:48 |
| 4.  | Talking World War III blues          | Bob Dylan                         | 6:25 |
| 5.  | Corrina, Corrina                     | Adapted and arranged by Bob Dylan | 2:42 |
| 6.  | Honey, just allow me one more chance | H. Thomas - B. Dylan              | 1:58 |
| 7.  | I shall be free                      | Bob Dylan                         | 4:47 |

## Vervangen nummers
Kort voor het uitkomen van de plaat was de inhoud nog omgegooid. Vier nummers werden vervangen door andere. Talkin' John Birch Paranoid Blues, Rocks and gravel, Let me die in my footsteps en Gamblin' Willie's dead man's hand werden geschrapt. Girl from the north country, Masters of War, Bob Dylan's dream en Talkin' World War III blues kwamen ervoor in de plaats. De reden was misschien de controversiële tekst van Talkin' John Birch Paranoid Blues, maar Columbia heeft nooit opheldering gegeven. De beslissing betekende dat alle hoezen en platenlabels op het laatste moment opnieuw gedrukt moesten worden. Circa twintig exemplaren van het album zoals het oorspronkelijk gepland was zijn in omloop gekomen, maar wel in de hoes en met het label van het definitieve album. Het album in deze vorm is een gewild verzamelobject. In Canada zat een deel van de oplaag in de hoes die bedoeld was voor het oorspronkelijk geplande album. Daarop werden dus de vier geschrapte nummers vermeld, terwijl op de plaat wel de vervangende nummers stonden.
- Gemeinsame Normdatei: 1025250427
- MusicBrainz release group: 169b62aa-c3a5-3ed9-bed1-cc47c4bc51ad
- Virtual International Authority File: 256788307